# Arnold Oskar Meyer

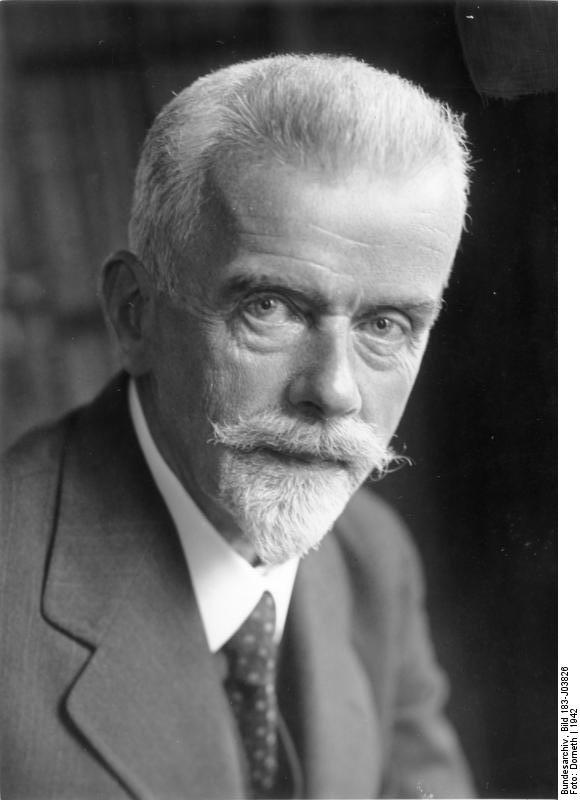
Arnold Oskar Meyer.

Arnold Oskar Meyer, född 20 oktober 1877 i Breslau, död 3 juni 1944 i Berlin, var en tysk historiker, son till Oskar Emil Meyer.
Meyer blev professor i Rostock 1913, i Kiel 1915, i Göttingen 1922 och i München 1929. Han var ledamot av Bayerische Akademie der Wissenschaften och Akademie der Wissenschaften zu Göttingen samt korresponderande hedersledamot av Royal Historical Society. Meyer var medlem i Deutschnationale Volkspartei 1919–1930.